# Kisdoboka
Kisdoboka település Romániában, Szilágy megyében.

## Fekvése
Csákigorbótól északkeletre, a Szamos jobb partján, Nagyilonda és Szamossósmező közt fekvő település.

## Története
1571-ben említette először oklevél, mint Csicsóvár tartozékát, és fejedelmi birtokot, melynek ekkor vajdája Maxim János, kenéze Ignat volt.
1590-ben Kisdoboka Bocskai István birtoka volt.
1607-ben Rákóczi Zsigmond Bocskai István fejedelem e birtokát Haller Gábornak Bocskay Ilonától való fiainak Györgynek, Zsigmondnak és néhai Bánffy Kristóf és Bocskay Judit fiának Lászlónak adományozta. Kisdoboka a Haller család birtoka volt még 1863-ban is.
1898-ban Rotschild Lázár birtoka volt, aki gróf Eszterházy Mihálytól vásárolta meg.
1891-ben 257 lakosa volt, ebből 6 római katolikus magyar, 239 görögkatolikus román, 1 református és 11 izraelita volt. A házak száma ekkor 50. Határa 901 kataszteri hold volt.
A 20. század elején Szolnok-Doboka vármegye Nagyilondai járásához tartozott.
Az 1910-es népszámláláskor 263 lakosából 11 magyar, 252 román volt, ebből 252 görögkatolikus, 11 izraelita volt.

## Nevezetességek
- Görögkatolikus kőtemplomát 1817-ben szentelték fel Mihály és Gábor őrangyalok tiszteletére. Anyakönyvet 1821-től vezetnek.